# 城光寺運動公園
城光寺運動公園（じょうこうじうんどうこうえん）は、富山県高岡市にある運動公園である。

## 概要
園内には野球場、陸上競技場、補助競技場がある。野球場は年末年始（12月29日から1月3日）、陸上競技場と補助競技場は冬季（12月16日から2月15日）が休業期間である。

## 園内の施設

### 野球場

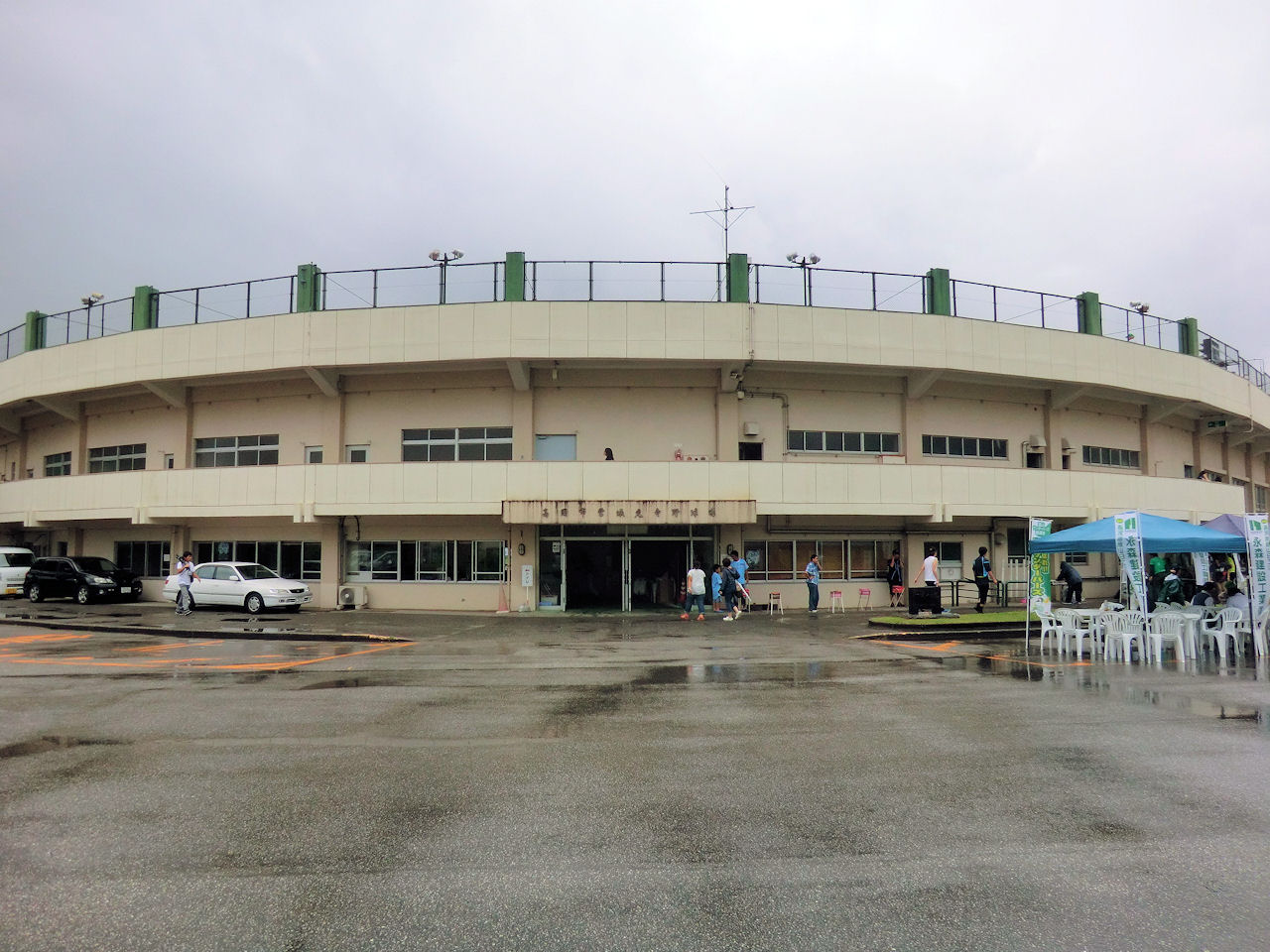
高岡市営城光寺野球場

1973年開場。両翼91m、中堅122mの屋外型野球場。プロ野球の公式戦が行われたこともあるが、現在はアマ野球の公式戦などを中心に使用されている。2007年から富山GRNサンダーバーズがホームゲームの一部を開催している。

### 陸上競技場
1978年開場。1周400m8レーンの屋外型陸上競技場。高岡市や近隣市町村の陸上競技の大会や練習の場として、利用されている。

### 補助競技場
1978年開場。1周250mのトラックと軟式野球場がある。